# Erica Durance
Erica Durance (Calgary, Canadá, 21 de junio de 1978) es una actriz canadiense, conocida por su papel de Lois Lane en la serie Smallville.

## Biografía y vida artística
Erica Durance es la hija mayor de Joel, un conductor de camiones y de Gail, una bibliotecaria. Se crio en Three Hills y creció junto a su hermano menor y su hermana en una granja avícola en la provincia canadiense de Alberta. Después de graduarse de la secundaria y terminar sus estudios, Durance se mudó a la ciudad de Vancouver, en la Columbia Británica para empezar su carrera de actuación. En 1996 se casó con su novio de la secundaria a los 18 años de edad y tomó el apellido Parker, apellido con el cual fue reconocida como actriz hasta el año 1999 cuando se divorció.
En un principio las cosas no avanzaban para ella, puesto que actuaba en películas de terror de bajo presupuesto y en algunos programas de ciencia ficción como invitada.
Su debut fue en el filme "The Untold" (2002). 
Ya en 2003, el panorama profesional de Durance se vio favorecido actuando en "The House of the Dead" como protagonista y recibiendo buenas críticas por su actuación. Durante el año 2004 hizo varias apariciones como invitada en la serie Smallville, representando a Lois Lane, quien posteriormente sería la idílica novia de Clark Kent (Supermán).
En este mismo año Erica Durance apareció en "The Chris Isaak Show" interpretando a Ashley, y fue parte de "The Bridge" junto a Aaron Douglas.
En el 2005 Durance se unió definitivamente al reparto de Smallville junto a Tom Welling, John Schneider, Michael Rosenbaum, Kristin Kreuk, y Annette O'Toole. Fue durante ese año, más precisamente el 8 de enero, cuando se casó con el actor canadiense David Paffly. Hasta el momento viven juntos.
En el 2006, se la vio en la película para televisión, "Island Heat: Stranded" con Jack Hartnett, "El Efecto Mariposa 2", en el papel de Julie Miller y con Eric Lively, y "I Me Weed" (2007).
Durante el desarrollo de Smallville, Durance adquirió mucha fama y renombre siendo nominada entre las 100 mujeres más sexys de América por diferentes revistas del medio como FHM.
En 2009 protagonizó "Sleeping with the Lion", en la que también participó Clint Howard.
Ha sido nombrada como una de las mujeres más sexys de la televisión. Según FHM, en mayo de 2006 ocupaba el puesto 38 de las 100 mujeres más sexys de ese año; en 2007 ascendía al puesto 20, al 15 en 2008, y finalmente al puesto número 13 en 2009.
En 2011 Erica fue nominada a los Premios Saturn como mejor actriz principal por su papel en Smallville, como Lois Lane, el eterno amor de Clark Kent (Tom Welling).
En 2017 Erica participa en la serie de Supergirl como Alura Zor-El/Noel Neill, madre de Kara Zor-El/Kara Danvers/Supergirl/Overgirl.

## Filmografía
| Año                  | Título                              | Personaje                                | Notas                                                           |
| -------------------- | ----------------------------------- | ---------------------------------------- | --------------------------------------------------------------- |
| 2002                 | The Untold                          | Tara Knowles                             | acreditada como Erica Parker                                    |
| 2003                 | 111 Gramercy Park                   | Maddy O'Donnel                           | acreditada como Erica Parker                                    |
| 2003                 | House of the Dead                   | Johanna                                  | acreditada como Erica Parker                                    |
| 2003                 | Devil Winds                         | Kara Jensen                              | acreditada como Erica Parker                                    |
| 2004                 |                                     |                                          |                                                                 |
| Stargate SG-1        | Krista James                        | 1 episodio                               |                                                                 |
| The Bridge           | Amy                                 |                                          |                                                                 |
| The Chris Isaak Show | Ashley                              | 1 episodio, acreditada como Erica Parker |                                                                 |
| Tru Calling          | Angela Todd                         | 1 episodio                               |                                                                 |
| Andrómeda            | Amira                               | 1 episodio                               |                                                                 |
| The Collector        | Rachel Slate                        | 1 episodio                               |                                                                 |
| 2006                 | The Butterfly Effect 2              | Julie Miller                             |                                                                 |
| 2006                 | Island Heat: Stranded               | Carina                                   |                                                                 |
| 2007                 | I Me Wed                            | Isabel                                   |                                                                 |
| 2007                 | Ecstasy                             | Heather                                  |                                                                 |
| 2009                 | Robin Hood: Beyond Sherwood Forest  | Sirvienta Marion                         |                                                                 |
| 2009                 | Final Verdict                       | Asistente del Fiscal del Distrito        |                                                                 |
| 2009                 | The Building                        | Julia                                    |                                                                 |
| 2009                 | The Land That Time Forgot           | Lianne Michaels                          |                                                                 |
| 2010                 | Smallville: Absolute Justice        | Lois Lane                                | Película para TV                                                |
| 2010                 | Sophie                              | Natalia                                  | [ 1 ]                                                           |
| 2011                 | TCA "Kick Ass Woman"                | Ella misma                               | The CW                                                          |
| 2004-2011            | Smallville                          | Lois Lane                                | Personaje recurrente (temporada 4); principal (temporadas 5-10) |
| 2011                 | Tim and Eric's Billion Dollar Movie |                                          | Junto a Will Ferrell                                            |
| 2011-2016            | Saving Hope                         | Alex Reid                                | Serie de televisión                                             |
| 2012                 | Harry's Law                         | Mujer Maravilla                          | 1 episodio                                                      |
| 2014                 | Secreto Nupcial                     | Carnegie Kincaid                         | Película para televisión                                        |
| 2017-2019            | Supergirl                           | Alura Zor-El/Noel Neill                  | 10 episodios                                                    |
| 2019                 | Batwoman                            | Lois Lane                                | 1 episodio                                                      |